# Mara Alagic
Mara Alagic é uma matemática sérvia, especialista em educação matemática e editor-in-chief do Journal of Mathematics and the Arts. É professora associada no Department of Curriculum and Instruction e coordenadora de pós-graduação da Universidade Estadual de Wichita.

## Formação
Alagic obteve o bacharelado, mestrado e doutorado em matemática na Universidade de Belgrado, Iugoslávia. Sua dissertação de mestrado foi Category of Multivalued Mappings (Hypertopology), com um doutorado em 1985, orientada por Đuro Kurepa, com a tese Categorical Views of Some Relational Models.

## Livros
Alagic é co-autora do livro Locating Intercultures: Educating for Global Collaboration (2010). Com Glyn M. Rimmington escreveu o livro Third place learning: Reflective inquiry into intercultural and global cage painting (Information Age Publishing, 2012).